# Richart Báez
Richart Martín Báez Fernández (Asunción, 31 luglio 1973) è un ex calciatore paraguaiano, di ruolo attaccante.

## Carriera
Ha militato in diverse squadre, in particolare nel Club Olimpia, per il quale ha fornito un contributo importante: è stato, infatti, l'autore del secondo gol dell'Olimpia nel ritorno della finale della Coppa Libertadores 2002 contro il São Caetano, terminato 2-1, che ha consentito al club paraguaiano di pareggiare il risultato negativo dell'andata (1-0 per il São Caetano) e di vincere poi la coppa ai tiri di rigore.
Ha giocato anche nella Nazionale di calcio del Paraguay, partecipando al campionato del mondo 2002 in Giappone e Corea del Sud.

## Palmarès
- Coppa Libertadores: 1

Club Olimpia: 2002